# كارلوس جولييان أورتيز
كارلوس جولييان أورتيز هو مصارع هاوي كوبي، ولد في 4 ديسمبر 1974.

## وصلات خارجية
- كارلوس جولييان أورتيز على موقع قاعدة بيانات المصارعة الدولية (الإنجليزية)
- كارلوس جولييان أورتيز على موقع أوليمبيديا (الإنجليزية)